# Russische Baureihe Д
In die Baureihe Д [dɛ] wurden 1912 in noch keine andere Baureihe eingeordnete, von 1856 bis 1906 hergestellte, Reisezugdampflokomotiven der Achsfolgen 1B, B1, 2'B1' und 2'B, genannt Dwuchparka (kyrillisch Двухпарка, deutsch (die) Zweipaarige), dies bezieht sich auf die zwei Kuppelachsen, eingereiht. Da in diese Baureihe verschiedene Lokomotiven eingereiht wurden, wurden bei den meisten Lokomotiven hinter der Baureihe ein hochgestellter Buchstabe angefügt, um die Bauartunterschiede zu kennzeichnen.
In diesem Artikel sind die letzten, von 1883 bis 1906 hergestellten Varianten beschrieben, außerdem wird, sofern nähere Angaben zur Bezeichnung ab 1912 den Quellen zu entnehmen sind, auf die älteren Lokomotiven verwiesen.

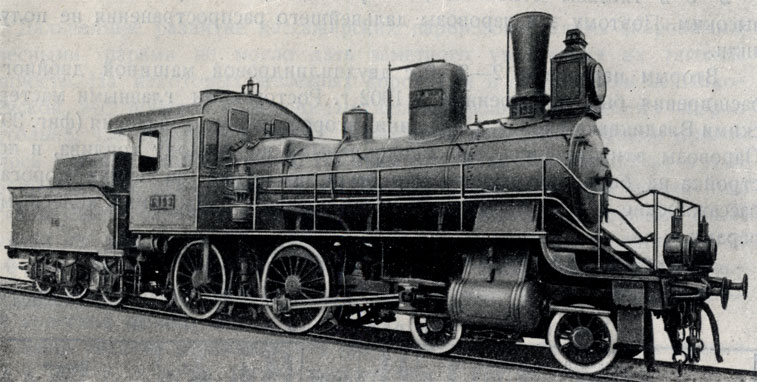
Eine Lokomotive der Baureihe Д^{Ж} (D^{Sh})

Die Lokomotiven der Baureihe Д ohne hochgestellte Buchstaben waren ab 1883 von der Lokomotivfabrik Kolomna hergestellte 1B-Lokomotiven, gebaut für die Zentralasiatischen und Transkaukasischen Eisenbahnen. Zuletzt beförderten sie Züge zwischen Tiflis, Michailowo und Baku. Die 20 Lokomotiven der Transkaukasischen Eisenbahn waren bis 1912 als Baureihe Б (B) bezeichnet worden.
Die Bezeichnung ДК (DK) erhielten ebenfalls von Kolomna 1891 hergestellte Lokomotiven mit der Achsfolge 2'B der Petersburg-Warschauer Eisenbahn. Es waren die ersten in Russland gebauten 2'B-Lokomotiven seit der Baureihe П (P) der Losowaja-Sewastopoler Eisenbahn, die 1876 von Kolomna hergestellt worden war. Sie waren schnell, aber wegen der fast ineffizienten Dampfverteilung unwirtschaftlich. Bis 1912 waren sie als Baureihe К (K) bezeichnet worden. Die 19 Lokomotiven waren 1890 für den Schnellzugdienst der Petersburg-Warschauer Bahn bestellt worden. Um der Abkühlung entgegenzuwirken, waren die außen an der Rauchkammer angebrachten Dampfrohre verkleidet. Die Maschinen der Baureihe К waren im Werk Kolomna unter Beteiligung des Maschinendienstingenieurs der Petersburg-Warschauer Bahn, S. I. Smirnow, konstruiert worden. Es war gefordert worden, dass die Lokomotiven Züge mit einer Masse von 175 t in Steigungen von 6 ‰ mit einer Geschwindigkeit von 60 km/h befördern konnten. Bei auf der Strecke Sankt Petersburg–Wilna durchgeführten Versuchsfahrten zeigte sich, dass die Lokomotiven diese Anforderungen problemlos erfüllten und ohne Schwierigkeiten Geschwindigkeiten von bis zu 100 km/h erreichten. Allerdings waren sie trotz des Zweizylinder-Verbundtriebwerks, wie durch Vergleichsversuche nachgewiesen wurde, nicht wirtschaftlicher als die zuvor eingesetzten 1B-Lokomotiven der Baureihe Б (B) mit einfacher Dampfdehnung. Je eine Lokomotive der beiden Baureihen zog bei Versuchsfahrten unter gleichen Umständen einen Zug mit einer Masse von 228 t. Die durchschnittliche Reisegeschwindigkeit lag bei 53 bis 55 km/h. Die Lokomotive der Baureihe Б mit einfacher Dampfdehnung und kleineren Kuppelrädern erreichte dabei eine Höchstgeschwindigkeit von 84 km/h, die Lokomotive der Baureihe К mit Verbundwirkung und großen Kuppelrädern 80 km/h, verbrauchte dabei jedoch 30 % mehr Holz und 25 % mehr Wasser als die 1B-Lokomotive. Die geringe Wirtschaftlichkeit lag, wie oben bereits genannt, an der schlechten Dampfverteilung, was auch zu Heißläufern der Lager im Drehgestell führte und weshalb die Maschinen später nicht mehr gebaut wurden. Bis 1899 wurden sie bei der Petersburg-Warschauer Bahn eingesetzt und danach an die Polessje-Eisenbahn abgegeben. In die Baureihe ДК wurden zudem die Baureihen А (A) und Б (B) der Wladikawkas-Eisenbahn-Gesellschaft eingereiht. Diese Lokomotiven hatten die Achsfolge 1B.
Die Lokomotiven der Baureihe ДЖ (DSh), vor 1912 БII (BII), kamen von der Wladikawkas-Eisenbahn-Gesellschaft und wurden von Wacław Łopuszyński konstruiert. Von 1902 bis 1906 wurden sie unter Verwendung von Teilen alter Lokomotiven der ab 1875 von Kolomna hergestellten Baureihe Б (B) in den Werkstätten der Bahngesellschaft in Rostow gebaut. Es waren die letzten russischen 2'B-Lokomotiven und die ersten in Russland gebauten mit Barrenrahmen. Der Index «ж» steht für Eisenbahnwerkstätten (железнодорожные мастерские). Diese Lokomotiven erwiesen sich ebenfalls als unwirtschaftlich.
Am längsten dienten den russischen und sowjetischen Eisenbahnen die Lokomotiven der Achsfolge 1B: noch im Jahr 1917 standen 13 der 26 gebauten im Dienst. Von den anderen Dwuchparka der Baureihe Д standen damals nur noch einzelne Exemplare im Einsatz.